# 내일의 날씨
내일의 날씨는 MBC 표준FM(수도권 FM 95.9㎒, AM 900㎑)에서 1997년 11월 3일부터 1999년까지 매일 밤 9시 35분부터 9시 40분까지 방송한 라디오 날씨 프로그램이다.

## 진행자
- 김혜은 기상캐스터 (여자)